# Guillermo Angaut
Guillermo Pablo Angaut (La Plata, 10 gennaio 1965) è un ex rugbista a 15 e medico argentino, estremo del La Plata Rugby Club e della Nazionale in due edizioni della Coppa del Mondo.

## Biografia
Nato e cresciuto rugbisticamente a La Plata, militò fino al 1999 nella locale società sportiva, il La Plata Rugby Club, del quale fu capitano dal 1990 al 1996 e con cui vinse nel 1995 il campionato nazionale UAR e nel 1988 la Coppa Federale.
Esordì in Nazionale argentina durante un incontro della Coppa del Mondo di rugby 1987, il 1º giugno a Wellington contro la Nuova Zelanda; disputò e vinse a Santiago del Cile, nel prosieguo dell'anno, il campionato sudamericano.
Nel curriculum internazionale anche un tour in Europa nel 1990 (test match contro la Scozia) e due incontri a Buenos Aires nel 1991 contro la Nuova Zelanda in tour in Sudamerica; infine, l'ultimo incontro per i Pumas contro Samoa a Pontypridd durante la Coppa del Mondo di rugby 1991.
Dopo il ritiro dall'attività agonistica si è dedicato a tempo pieno alla professione di oftalmologo, che esercita in un ospedale platense.

## Palmarès
- Campionati sudamericani: 1
Argentina: 1987
- Campionati URBA: 1
La Plata: 1995
- Coppa Federale argentina: 1
La Plata: 1998